# Suchoi S-6
Die Suchoi S-6 (russisch Сухой С-6) war ein Entwurf für einen zweisitzigen taktischen Bomber (Frontbomber), der in der Sowjetunion entwickelt wurde. Als Ausgangsbasis diente die Konstruktion der Su-15U. Die Weiterentwicklung des Projekts führt von der S-6 zur T-6-1 und über die T-6-2 zur Su-24.

## Geschichte
Mitte der 1960er-Jahre suchten die sowjetischen Frontfliegerkräfte einen Nachfolger für die inzwischen veralteten Jak-28 und Il-28. Auch beim Experimental-Konstruktionsbüro Suchoi war man sich bewusst, dass für diese Aufgabe ein neues Flugzeug nötig ist. Die politische Führung der Sowjetunion war aber zu diesem Zeitpunkt der Ansicht, dass nur Bedarf an Interkontinentalraketen, Luftabwehrraketen und an Abfangjägern besteht. Projekte für Bomber, Erdkampfflugzeuge oder Jagdbomber wurden nicht als nötig erachtet. Daher wurde an der S-6 zum einen von Chefkonstrukteur Jewgeni Felsner und Oleg S. Samoilowitsch hauptsächlich in ihrer Freizeit gearbeitet, des Weiteren erhielt man die nötigen Ressourcen, indem man das S-6-Projekt den Behörden als Modernisierung der T-58 (Su-15-Programmbezeichnung von Suchoi) unterbreitete.

## Parameter
Die S-6 sollte mit dem Puma-Waffenrechnersystem ausgerüstet werden, mit dem Orion-Puls-Doppler-Radar und dem Relief-Monopuls-Bodenfolgeradar. Diese Systeme fanden später Eingang in die Su-24. Als Triebwerke waren zwei R-21F-300 mit 46,1 kN (70,6 kN mit Nachbrenner) Schub vorgesehen. Diese Triebwerke waren modifizierte Tumanski R-11F-300. Die S-6 sollte auf Meereshöhe eine Höchstgeschwindigkeit von 1400 km/h und im Transitflug 2500 km/h erreichen.
Ausgangspunkt war die Trainerversion Su-15U der Su-15. Im hinteren Cockpit der S-6 war der Platz des Waffensystemoffiziers vorgesehen. Trotz hoher Automation des Fliegen und Bedienens des Waffensystems war beides für den geplanten überschallschnellen Tiefflug für den Piloten ein zu großer Arbeitsaufwand.
Im Vergleich zur Su-15 wäre der Hinterrumpf etwas eckiger und der Radius des oberen Übergangs von den Rumpfflanken zum Rumpfrücken kleiner als bei der Su-15 vorgesehen gewesen. Die Luftbremsen hätten sich auf dem Rumpfrücken neben dem Seitenleitwerk und oberhalb der Nachbrennersektion der Triebwerke befunden. Hinter dem Cockpit verliefe durchgehend eine Rumpfwulst, die am Ende des Seitenleitwerks im Bremsschirmbehälter mündete. Die S-6 war als Tiefdecker mit Deltatragflächen und gepfeiltem Höhenruder vorgesehen. Als das S-6-Projekt und das T-6-Projekt mit den fixen Flügeln beendet wurden, hatten beide Deltaflügel. Anhand der Weiterentwicklung der Su-15-Jagdflugzeuge wäre, wie bei der Su-15, die Änderung zu einem Doppeldeltaflügel wahrscheinlich ebenfalls erfolgt.
Die S-6 sollte ein zweirädriges Bugfahrwerk erhalten, während das einrädrige Hauptfahrwerk in den Rumpf eingezogen worden wäre. Das Radom sollte etwas abgeflacht und einem im oberen Bereich größeren Radius ausgeführt werden, dies aufgrund der größeren Antenne des Waffenradars, die über derjenigen des Geländefolgeradar angebracht worden wäre. Ein markantes Merkmal der S-6 hätte ihr schaufelförmiger kombinierter Laser-/Infrarotsensor werden können, der auch die Datenübermittlung für die Antiradarlenkwaffen Ch-24 beinhaltete. Dieser wäre an der Bugunterseite unmittelbar nach dem Radom an einem nach vorn gepfeilten Träger angebracht worden. Das herausstechendste optische Merkmal der S-6 wären ihre Lufteinlässe gewesen. Erste Studien gingen von rechteckigen Lufteinlässen aus, die oben weiter nach vorn gezogen waren als bei den Einlasslippen, in etwa entsprach die Form der Lufteinläufe denen der MiG-25, später wurde dann die einzigartige Auslegung gewählt, bei der die Einlasslippen weiter vorn angebracht waren als die obere Einlasskante. Salopp gesagt sah es aus, als wenn die Lufteinlässe à la MiG-25 auf dem Kopf montiert würden.

## Projektverlauf bis zur Su-24
Der Projektverlauf der S-6 wurde bis zu einem Modell in Originalgröße sowie Entwicklung der Subsysteme (insbesondere des Waffensystems Puma-S) fortgeführt und das Modell wurde von den zuständigen Stellen des Militärs inspiziert. Die anfänglichen Anforderungen hinsichtlich Reichweite, Waffenzuladung und Feldflugplatzfähigkeit konnte die S-6 mit den Starthilfsraketen noch erfüllen; sie stach das schwerere Konkurrenzprojekt von Mikojan, das auf der MiG-25 basierte, aus.
Jedoch forderte das Militär dann zusätzlich eine größere Waffenzuladung. Daraufhin brachte Suchoi das weniger weit fortgeschrittene Projekt T-58M ein. Im Gegensatz zur S-6 mit nur einer Waffenstation am Rumpf hatte die T-58M über vier Waffenstationen am Rumpf. Aufgrund des größeren Gewichts war das Hauptfahrwerk der T-58M, um auch auf unbefestigten Pisten zu operieren, mit je zwei Rädern versehen. Im Prinzip war der Entwurf T-58-M identisch mit der Su-15, unterschied sich jedoch durch einen längeren Rumpf. Die Verlängerung entsprach in etwa der Länge des zweiten Cockpits. Dem Hauptfahrwerk mit je zwei Rädern, demselben Radarsystem wie die S-6, einer durchgehenden Wulst vom Cockpit bis zum Bremsschirmbehälter auf dem Rumpfrücken und halbrunden Lufteinläufen mit verstellbaren Diffusorkegeln. Optisch wies der Entwurf T-58-M Ähnlichkeit mit der La-250 auf.
Aber auch dieser Entwurf konnte die Anforderungen des Militärs betreffend Höchstgeschwindigkeit und Gewicht auf der einen Seite und die STOL-Fähigkeit für den Betrieb auf Behelfspisten nicht erfüllen. Auch konnte die erforderte Leistung des Radarsystems mit der durch den Rumpfquerschnitt begrenzten Antennengröße nicht erfüllt werden. Zu dieser Zeit schien in Ost und West der Einsatz von vertikalen Düsentriebwerken eine vielversprechende Lösung, um die Start- und Landestrecke zu verkürzen. Suchoi selbst sammelte mit dem Technologieträger T-58WD (ein mit drei Hubtriebwerken Kolessow RD-36-35 versehener Su-15-Prototyp) Erfahrungen. Darum wurden die Projekte S-6 und T-58-M radikal überarbeitet. Der Rumpf wurde verbreitert, um die Hubtriebwerke aufzunehmen, dies ermöglichte ein größeres Radom, worin die größeren Radarantennen Platz fanden. Der Sensor, der bei der S-6 am Träger unter dem Radom angebracht war, konnte nun in den Bug verbaut werden. Durch diese Rumpfverbreiterung ergab sich die Möglichkeit, Pilot und Waffenoffizier nebeneinander im selben Cockpit zu platzieren. Dies erhöhte die Arbeitseffizienz der Crew.
Dieses mündete erst im Projekt T-58-M, das im Gegensatz zum Entwurf T-58-M halbrunde Lufteinlässe hatte, jedoch keine Diffusorkegel. Schließlich wurden Testflugzeuge mit der Bezeichnung T-6-1 gebaut. Diese hatten rechteckige Lufteinlässe, wie sie bei der Su-24 Verwendung fanden. Suchoi machte gleichzeitig gute Erfahrungen mit der Weiterentwicklung der Su-7-Pfeilflügler mit der Einführung von Schwenkflügeln, was zur Produktion der Su-17 führte. Aufgrund dieser Erfahrungen wurden auch Prototypen ohne Hubtriebwerke, dafür mit Schwenkflügeln gebaut, diese erhielten die Bezeichnung T-6-2. Sowohl Schwenkflügelmechanismen als auch Hubtriebwerke erhöhen das Gewicht. Hubtriebwerke verbrauchen aber zum einen mehr internen Raum (dadurch weniger Platz für Treibstoff) und verbrauchen bei Start und Landung mehr Treibstoff als vergleichbare Rollstrecken mit den Schwenkflügeln bei maximaler Spannweiteneinstellung. Aus diesen Gründen setzten sich die T-6-2-Prototypen gegenüber den T-6-1 durch und gingen als Su-24 in Serienproduktion.
Die Existenz des S-6-Projekts, des T-58-M-Projekts und auch die T-6-1-Prototypen waren dem Westen zu der Zeit nicht bekannt. Manchmal werden diese mit der Bezeichnung Suchoi Su-19 in Verbindung gebracht. Die „Suchoi Su-19“ war aber die vom Pentagon vermutete Bezeichnung für die Serienversion der Su-24, als deren Existenz im Westen bekannt wurde, aber deren offizielle Bezeichnung noch nicht publik war.

## Bewaffnung
Die S-6 hatte eine Bordkanone GSh-6-23, an jedem Flügel zwei Waffenstationen, unter dem Rumpf eine Waffenstationen, dahinter am Rumpf zwei weitere Halterungen. Die äußeren Flügelstationen und die unter dem Rumpf konnten zur Aufnahme von Zusatztanks verwendet werden. Die hinteren Rumpfstationen war nur für Starthilfsraketen oder ungelenkte Freifallbomben benutzbar.
Vorgesehen als Waffen waren konventionelle Freifallbomben, schwere ungelenkte Luft-Boden-Raketen, Mehrfachwerfer mit ungelenkten Luft-Boden-Raketen, Ch-24-Antiradarlenkwaffen und taktische Atomwaffen. Die Gesamtwaffenlast betrug 3000 kg.